# قيس الزبيدي
قيس الزبيدي (1939 - 1 ديسمبر 2024)، هو مُخرج ومُصوّر وباحث سينمائي عراقي. وُلد في بغداد عام 1939  تخرج في معهد الفيلم العالي في بابلسبرغ، ألمانيا بدبلوم في المونتاج عام 1964 ودبلوم في التصوير عام 1969. أخرج مجموعة من الأفلام التسجيلية في المؤسسة العامة للسينما في دمشق وفي دائرة الثقافة والأعلام في منظمة التحرير الفلسطينية ولبنان وألمانيا. وحازت أفلامه على جوائز في مهرجانات عربية ودولية عديدة. وللزبيدي العديد من المؤلفات منها: «فلسطين في السينما»، و«المرئي والمسموع في السينما»، و«مونوغرافيات في تاريخ ونظرية الفيلم»، و«مونوغرافيات في الثقافة السينمائية». توفي يوم الأحد 1 ديسمبر 2024.

## الحياة المهنية
تخرج من معهد الفيلم العالي في بابلسبرغ، ألمانيا بدبلوم في المونتاج عام 1964 ودبلوم في التصوير عام 1969. ومن ثم عمل في استديو ديفا للأفلام التسجيلية وفي المعهد العالي للسينما في ألمانيا في المونتاج والتصوير والإخراج.
نظم الزبيدي دورات سينمائية عديدة في السيناريو والإخراج والمونتاج في تونس وفي مركز التدريب الإذاعي والتلفزيوني اتحاد إذاعات الدول العربية في دمشق، وفي مركز تدريب تلفزيون المنار في معهد غوتة في دمشق، وفي الهيئة الملكية الأردنية للأفلام في عمان. بالإضافة إلى ذلك، أسس «الأرشيف السينمائي الوطني الفلسطيني» بالتعاون مع الأرشيف الاتحادي في برلين ألمانيا.
وأخرج الزبيدي مجموعة من الأفلام التسجيلية في المؤسسة العامة للسينما في دمشق وفي دائرة الثقافة والأعلام في منطقة التحرير الفلسطينية ولبنان وألمانيا. وقام بإخراج بعض الأفلام التجربية منها  «الزيارة» في 1970، و«اليازرلي» في 1974 والذي عانى الرقابة أينما عرض. وقام بمونتاج وإخراج مجموعة من الأفلام العربية الهامة في كل من دمشق ولبنان وتونس وفلسطين وألمانيا. وحازت أفلامه جوائز في مهرجانات عربية ودولية عديدة وصدر عنه وعن أفلامه كتاب «عاشق من فلسطين»، للناقد محسن ويفي في عام 1995. وصدر كتاب عنه بعنوان «قيس الزبيدي... الحياة قصاصات على الجدار» للمخرج السوري محمد ملص في عام 2019.

## المؤلفات

### أفلام[3]
وتشمل أفلامه:
- بعيداً عن الوطن، 1969
- رجال تحت الشمس، 1970
- السكين، 1972
- شهادة الأطفال الفلسطينيين في زمن الحرب، 1972
- مقلب من المكسيك، 1972
- وجه آخر للحب، 1973
- المغامرة، 1974
- اليازرلي، 1974
- واهب الحرّية، 1989
- الليل، 1992

### كتب[2]
- «بنية المسلسل الدرامي التلفزيوني: نحو درامية جديدة»، دار قدمس للنشر، 2001
- «درامية التغيير: برتولت بريشت»، دار كنعان، 2004
- «المرئي والمسموع في السينما»، دمشق: المؤسسة العامة للسينما، 2006
- «فلسطين في السينما»، مؤسسة الدراسات الفلسطينية، 2006
- «الوسيط الأدبي في السينما»، أبو ظبي: مهرجان: أفلام من الإمارات، 2007
- «مونوغرافيات في نظرية وتاريخ صورة الفيلم»، دمشق: المؤسسة العامة للسينما، 2010
- «في الثقافة السينمائية – مونوغرافيات»، القاهرة: الهيئة العامة لقصور الثقافة، 2013
- «الفيلم التسجيلي: واقعية بلا ضفاف»، وزارة الثقافة الفلسطينية، 2017
- «دراسات في بنية الوسيط السينمائي»، الشارقة: دائرة الثقافة، 2018